# Paratya
Genre
Synonymes
- sous-genre Paratya (Xiphatyoida)[1]
- Xiphatyoida Roux, 1915[1]
- Xiphocaridina Bouvier, 1909[1]

Paratya est un genre de crevettes dulcicoles appartenant à la famille des Atyidae.

## Nom vernaculaire
- Numaebi, Japon[1].

## Distribution
Les crevettes d'eau douce du genre Paratya peuplent les écosystèmes lentiques du Japon, de l'Australie, de la Nouvelle-Zélande, et de la Nouvelle-Calédonie.

## Liste des sous-espèces et espèces
Selon BioLib (15 août 2017) et Catalogue of Life (2 février 2025) :
- Paratya annamensis Balss, 1924 ;
- Paratya australiensis Kemp, 1917 ;
- Paratya boninensis Satake & Cai, 2005 ;
- Paratya borealis Volk, 1938 ;
- Paratya bouvieri J. Roux, 1926 ;
- Paratya caledonica J. Roux, 1927 ;
- Paratya compressa (De Haan, 1844) ;
- Paratya curvirostris (Heller, 1862) ;
- Paratya howensis J. Roux, 1926 ;
- Paratya improvisa Kemp, 1917 ;
- Paratya intermedia J. Roux, 1927 ;
- Paratya martensi J. Roux, 1925 ;
- Paratya norfolkensis Kemp, 1917 ;
- Paratya typa J. Roux, 1926.

Selon ITIS (15 août 2017) :
- Paratya compressa (De Haan, 1844).

Selon NCBI (15 août 2017) :
- Paratya australiensis ;
- Paratya compressa ;
  - sous-espèce Paratya compressa compressa ;
- Paratya curvirostris ;
- Paratya howensis ;
- Paratya norfolkensis.

Selon Paleobiology Database (15 août 2017) :
- Paratya australiensis.

Selon World Register of Marine Species (15 août 2017) :
- Paratya annamensis Balss, 1924 ;
- Paratya australiensis Kemp, 1917 ;
- Paratya boninensis Satake & Cai, 2005 ;
- Paratya borealis Volk, 1938 ;
- Paratya bouvieri Roux, 1926 ;
- Paratya caledonica Roux, 1926 ;
- Paratya compressa (De Haan, 1844 in De Haan, 1833-1850) ;
- Paratya curvirostris (Heller, 1862) ;
- Paratya howensis Roux, 1926 ;
- Paratya improvisa Kemp, 1917 ;
- Paratya intermedia Roux, 1926 ;
- Paratya martensi Roux, 1925 ;
- Paratya norfolkensis Kemp, 1917 ;
- Paratya typa Roux, 1926.